# Bonito TV-Produktionsgesellschaft mbH
Bonito TV-Produktionsgesellschaft mbH – niemieckie przedsiębiorstwo założone w roku 1997 w Kolonii. Współwłaścicielem spółki był Harald Schmidt.
Od 1998 roku spółka produkowała program „Die Harald Schmidt Show”. Od 2003 do 2005 produkowała rozrywkowy program „Was guckst du?!”. Firma produkuje również reklamy. W 2004 otrzymała zamówienie na produkcje spotów telewizyjnych związanych z rozszerzeniem Unii Europejskiej.